# DeLorean
DeLorean Motor Company (DMC) var en amerikansk biltillverkare med säte i Detroit, Michigan. Företaget startade sin verksamhet den 24 oktober 1975, med produktionen förlagd till Dunmurry, Belfast, Nordirland.
Företaget är mest känt för att ha tillverkat DeLorean DMC-12 vilket även blev den enda bil de hann skapa innan de gick i konkurs 1982. 9080 bilar hann produceras.

## Historia
DeLorean var John DeLoreans skapelse. DeLorean hade en lång och framgångsrik karriär i Detroit hos Chrysler, Packard och General Motors bakom sig och ville under 1970-talet skapa ett eget bilmärke. Anledningen till att DeLorean ville börja tillverka egna bilar berodde delvis på att han i sitt jobb som designchef hos GM inte tyckte sig ha tillräckliga friheter för sitt skapande.
Produktionen var planerad att börja 1979 men på grund av förseningar i konstruktion och finansiering dröjde produktionsstart till början av 1981. På grund av avgasreningskrav i USA sänktes motoreffekten från 170 hk till 130 hk, vilket inte mottogs väl av marknaden. Bilen höjdes också för att möta USA-krav på stötfångarhöjd, vilket försämrade bilens fina vägegenskaper. Vidare hade man stora kvalitetsproblem i början, då det inte fanns erfarna bilbyggare att tillgå i den nybyggda fabriken. Anläggningen var belägen i Dunmurry, en förort till Belfast i Nordirland, och hade två ingångar. Detta har av många uppfattats som att en ingång var för katoliker och en annan för protestanter.

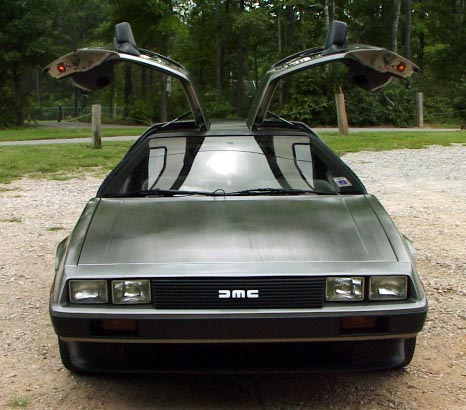
En DeLorean, modell DMC-12, som användes som tidsmaskin i Tillbaka till framtiden-filmerna.

Senare blev denna bil mycket känd eftersom den användes som tidsmaskin i Tillbaka till framtiden-trilogin där första filmen kom 1985.

### Konstruktion
Bilen var ovanlig då karossen var klädd med paneler av borstat rostfritt stål producerat av Avesta Jernverk medan konstruktionen under till viss del tillverkades av kompositmaterial. Ramen i kolstål konstruerades av Lotus under ledning av Colin Chapman. Att ha karossen täckt av rostfri plåt innebar både för- och nackdelar. En fördel var helt enkelt att bilen inte skulle rosta. Nackdelarna var desto fler, bland annat är rostfri plåt dyrare än vanlig stålplåt. Dessutom var ytskiktet känsligt för smuts och fettfläckar som till exempel fingeravtryck. Vissa av de bilar som finns kvar i dag är därför lackade antingen i någon färg eller med en klarlack direkt på plåten. Två exemplar av bilen tillverkades med 24-karats guldplätering. DeLorean formgavs av Giorgetto Giugiaro.
Bilen var ursprungligen avsedd att drivas av en Wankelmotor, men på grund av bränsleekonomin valdes en PRV V6 som Peugeot, Renault och Volvo samproducerade. (Motorn återfinns bland annat i Volvo 260 och 760.) Bakom motorn placerades en växellåda från Renault.

### Produktion
Från början var tanken att tillverka bilen i USA. Bland annat diskuterades Texas och Pennsylvania. Senare diskuterades tillverkning i Puerto Rico och även att ta över Maserati i Italien. Förhandlingar inleddes senare med Irlands regering som drog sig ur. Då inleddes förhandlingar med den brittiska regeringen om tillverkning på Nordirland. DeLorean lyckades skriva ett samarbetsavtal med den brittiska staten om tillverkning i Belfast.
Den dåtida brittiske premiärministern James Callaghan ville genom DeLorean-tillverkningen få fram ersättningsjobb efter varvsnedläggningar på Nordirland. 400 miljoner satsades på projektet som i slutänden misslyckades. När Margaret Thatcher blev premiärminister slutade man att stödja tillverkningen. Återstående delar av produktionen samt reservdelslagret såldes till ett företag i Columbus, Ohio runt 1983–1984.
I mitten av 1990-talet köpte den engelska mekanikern Stephen Wynne resterna av företaget och rättigheterna till namnet. Han blev chef för det nya bolaget DeLorean Motor Company i Houston i Texas och startade en nytillverkning av DeLorean, baserad på 80 procent gamla delar och 20 procent nyproducerade. Den nya bilen var avsevärt förbättrad, med starkare motor och moderna tillbehör som till exempel GPS och Bluetooth. Bolaget har vid flera tillfällen, senast år 2022, meddelat att de skall tillverka en elbil.